# Los del Río
Los del Río (littéralement « Ceux de la rivière », en référence au Guadalquivir ou au Guadaira) est un duo de chanteurs espagnol originaires de la ville de Dos Hermanas dans la province de Séville. 
Il est composé des chanteurs Antonio Romero Monge et Rafael Ruiz.
Ils ont obtenu une attention et une renommée considérable dans le sud de l’Espagne et dans toute l'Europe pour leur chanson Macarena, qui a été le tube de l'été 1996.

## Histoire et style
En 1962, dans la région de Séville, Antonio Romero Monge (chant, guitare) et Rafael Ruiz Perdigones (chant, guitare) forment Los del Río. Le répertoire du duo est composé de sevillanas, de fandango, de rumba, puis plus tard de flamenco-pop et de flamenco-house.
Pendant un certain nombre d'années, Antonio Romero Monge et Rafael Ruiz étaient connus pour leur participation à un jeu privé organisé à Marbella[réf. nécessaire].

## Macarena
Le duo s'inspire d'une danse vénézuélienne pour enregistrer Macarena en 1993. Le titre passe inaperçu. 
En 1996, avec la sortie d'une version remixée, Macarena devient le tube de l'été. 
En raison du succès isolé de cette chanson, Los del Río est considéré comme un « one-hit wonder » (traduit de l'anglais par: « un succès d'une chanson »). La chanson a figuré en bonne place dans de nombreux pays, dont la France.

## Discographie

### Albums
| Year      | Album                |
| --------- | -------------------- |
| 1993      | Retrato a Sevilla    |
| 1993 1994 | A mí me gusta        |
| 1995      | Calentito            |
| 1996      | Macarena Non Stop    |
| 1996      | Colores              |
| 1997      | Fiesta Macarena      |
| 1999      | Baila                |
| 2003      | Río de sevillanas    |
| 2004      | P'alante             |
| 2008      | Quinceañera Macarena |

### Singles
| Year | Single                                | US | US Latin | UK Singles Chart | AUS | Album                |
| ---- | ------------------------------------- | -- | -------- | ---------------- | --- | -------------------- |
| 1995 | Macarena1                             | 23 | 12       | -                | -   | A mí me gusta        |
| 1995 | Macarena (Bayside Boys Mix)           | 1  | -        | 2                | 1   | Macarena Non Stop    |
| 1996 | Macarena Christmas                    | 57 | -        | -                | 5   | Non-album single     |
| 1999 | Baila Baila                           | -  | -        | -                | -   | Non-album single     |
| 2008 | Macarena (The Art of Sound Group Mix) | -  | -        | -                | -   | Quinceañera Macarena |